# Cocconeis elegans
Espèce
Cocconeis elegans est une espèce de diatomées. Elle est trouvée en Sicile, en Italie.

## Systématique
Le nom correct complet (avec auteur) de ce taxon est Cocconeis elegans F.Ardissone.

## Étymologie
L’épithète spécifique vient du latin « élégant ».

## Publication originale
- (it) Ardissone F., 1864. Enumerazione delle alghe di Sicilia (Enum. Alg. Sicil.), Commentario della Societa Crittogamologica Italiana, Genova, Appendice, 1: 391-436.